# Bartholomäustag

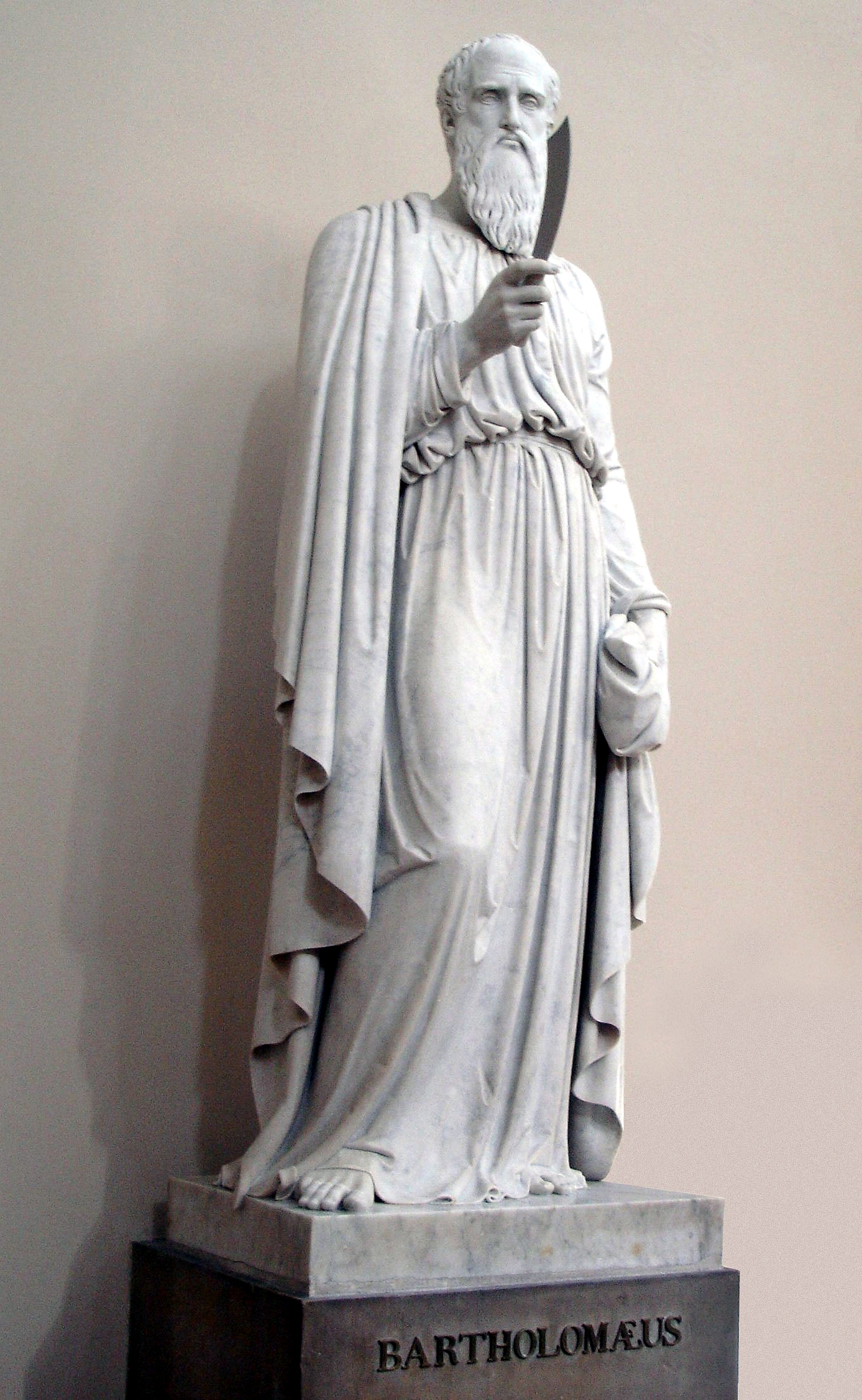
Statue des Apostels Bartholomäus in Kopenhagen

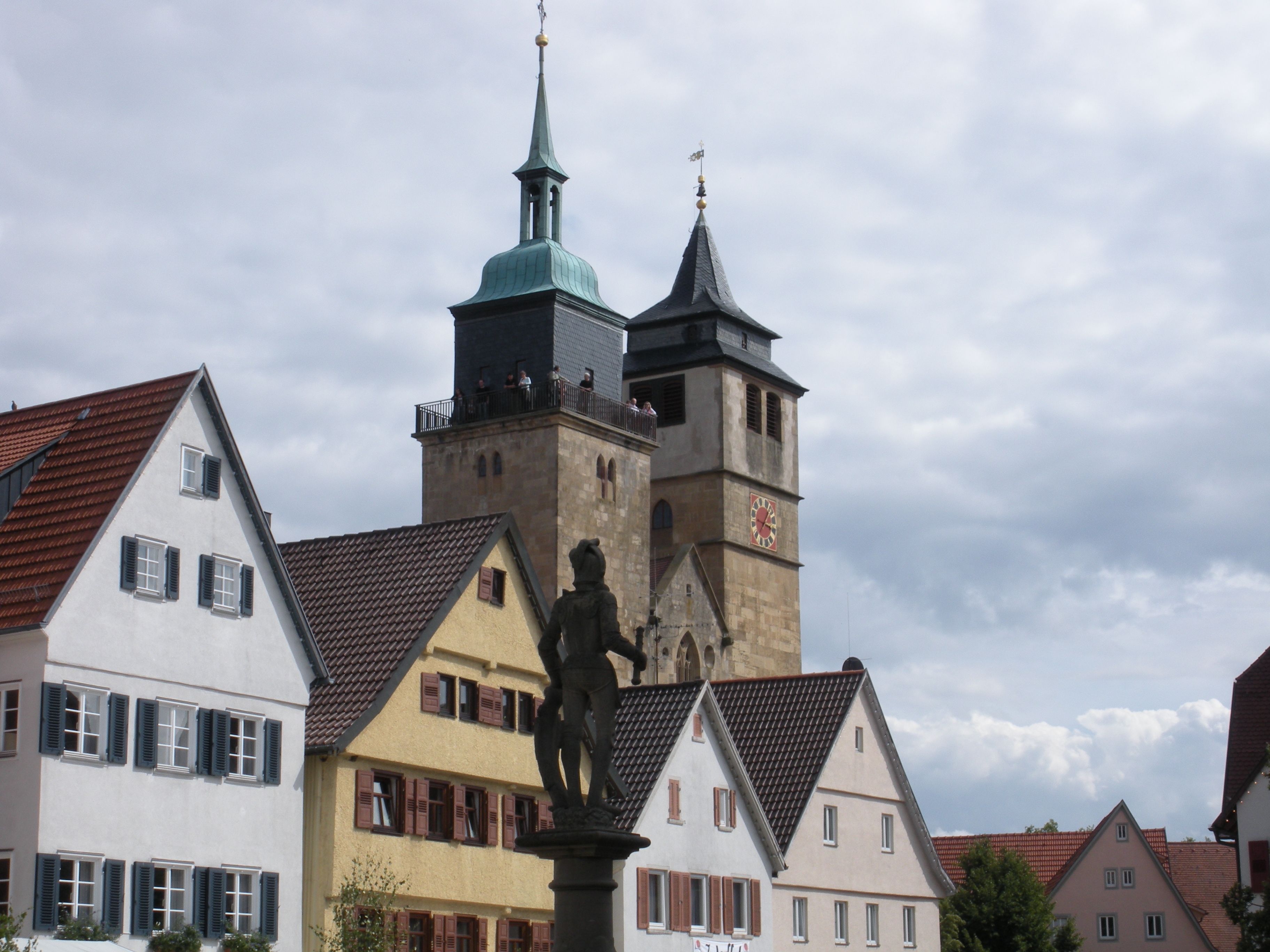
Zur Kirchweih der Bartholomäuskirche in Markgröningen gab’s früher einen großen Barthelmarkt – und bis heute den „Historischen Schäferlauf“

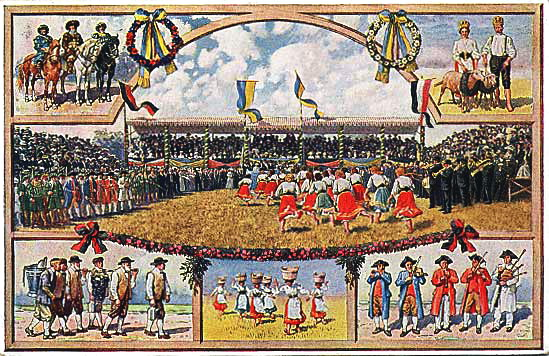
Markgröninger Schäferlauf um 1911

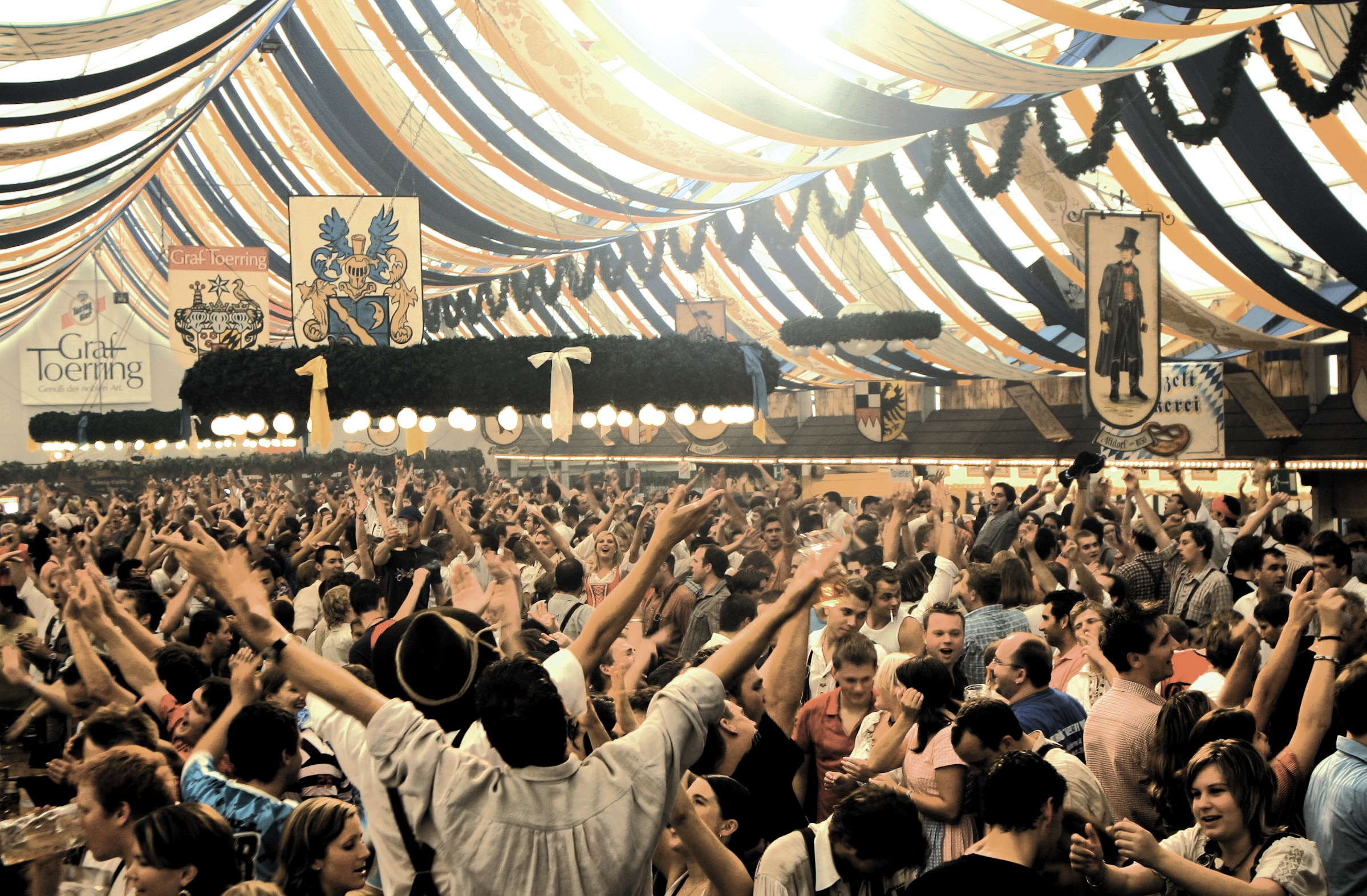
Festzelt auf dem Barthelmarkt in Oberstimm

Der Bartholomäustag ist ein Gedenktag im evangelischen Kirchenjahr laut evangelischem Gottesdienstbuch und ein Fest im anglikanischen sowie im katholischen liturgischen Jahr. Es wird seit dem 9. Jahrhundert jährlich am 24. August gefeiert und erinnert an die durch Legenden überlieferte Anspülung des Sargs mit den Gebeinen des Apostels Bartholomäus an der Insel Lipari bei Sizilien, wo man seine sterblichen Überreste auch bestattet habe. Nach Gregor von Tours sei sein Leichnam 580 von Mesopotamien nach Lipari gebracht worden. Über seinem vermutlichen Grab wurde eine Kirche errichtet, die 831 von den Sarazenen zerstört wurde.

## Lostag
„Barthel“ (eingedeutschte Form von Bartholomäus) gilt den Bauern und Schäfern als traditionelles Ende des Sommers. Er markiert das Ende der Getreideernte und den Beginn der Aussaat für das nächste Jahr. An diesem Tag begannen die Vorbereitungen auf das Weihnachtsfest. 

Um die Zeit des Bartholomäus-Tags ausgegrabene Wurzeln von Heilpflanzen galten als besonders wirksam.

Fischer verbanden mit dem Tag das Ende der Laichzeit und den Auftakt für die neue Fangsaison. Zudem wurden früher häufig Pachtzahlungen am Bartholomäustag fällig.

In Württemberg trafen sich alle Schäfer am Tag ihres Schutzheiligen zu einem jährlichen Zunfttreffen in Grüningen, besuchten den Gottesdienst in der Bartholomäuskirche, hielten Gericht und lösten ihre Verpflichtungen ein, um dann auf den Jahrmarkt zu gehen und den Schäferlauf zu feiern.
Für Bauern, Winzer und Schäfer ist der Tag ein wichtiger Lostag und eine klimatische Zäsur. Zahlreiche Bauernregeln, die sich auf den Bartholomäustag beziehen, prognostizieren den Verlauf des Herbstes und des Winters:
– Bleiben Störche nach Bartholomä, kommt ein Winter, der tut nicht weh.
– Gewitter um Bartholomä bringen Hagel und Schnee.
– Regen an Bartolomä tut den Reben bitter weh.
– St. Bartholomäus hat's Wetter parat, für den Herbst bis hin zur Saat.
– Wie sich das Wetter am Bartheltag stellt ein, so soll's den ganzen September sein.

## Liturgische Feier

### Evangelisch
- Liturgische Farbe: rot
- Tagesspruch: Jes 52,7 LUT
- Hallelujavers: Ps 33,1 LUT
- Psalm: Ps 43,1–5 LUT

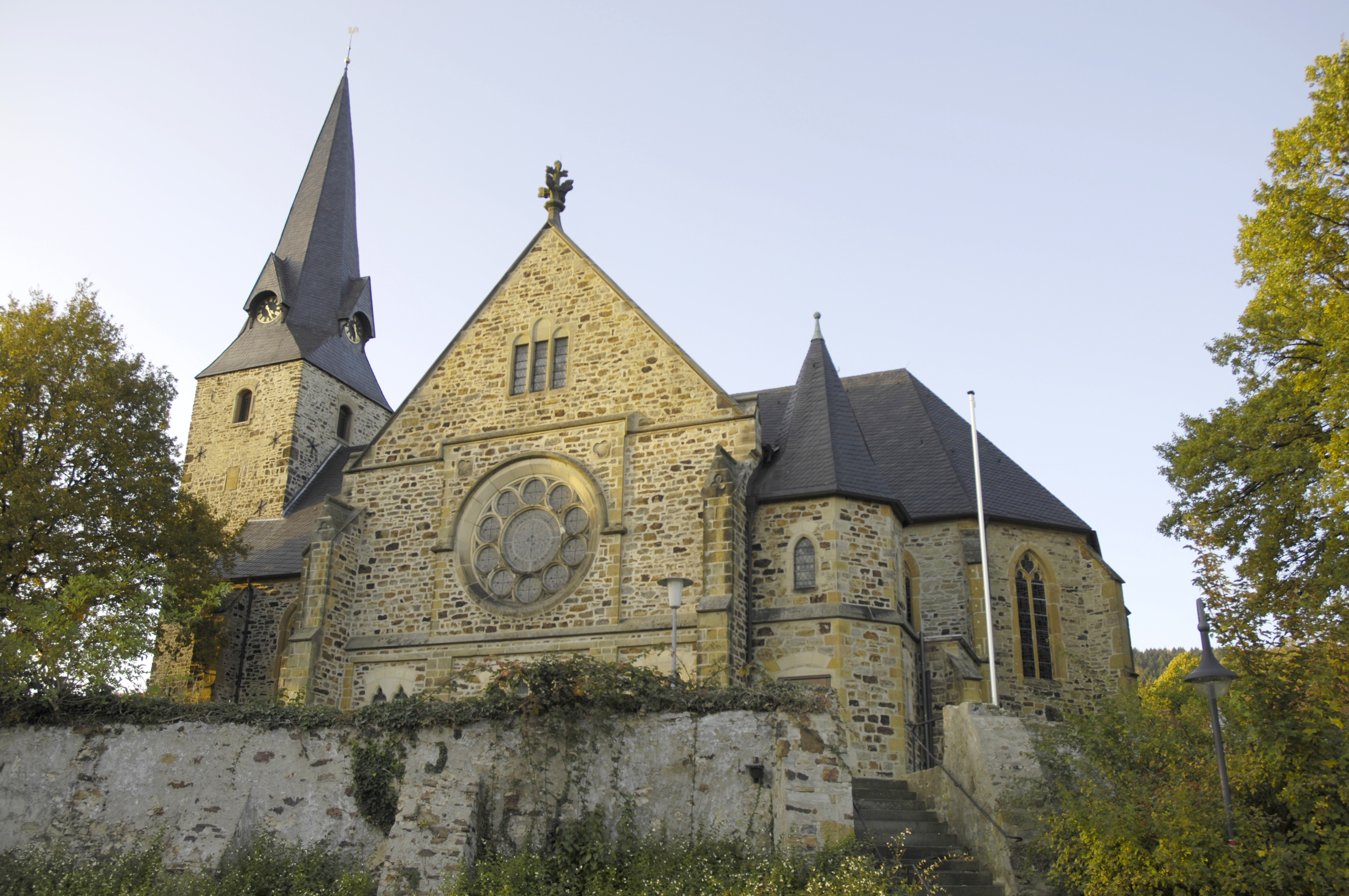
Ev. Bartholomäuskirche in Rödinghausen

- Tageslied: EG 264 (Die Kirche steht gegründet) oder Singt Jubilate 29 (Die Heiligen, uns weit voran)
- Predigttexte:
  - Perikopenreihen I und IV (2019, 2022, 2025 …): Mk 3,13–19 LUT (zugleich Evangelium des Tages)
  - Perikopenreihen II und V (2020, 2023, 2026 …): 2 Kor 4,7–10 LUT (zugleich Epistel des Tages)
  - Perikopenreihen III und VI (2021, 2024, 2027 …): Jes 61,8–11 LUT (zugleich Alttestamentliche Lesung des Tages)
  - Weiterer Text: Lk 22,24–30 LUT[3]

## Brauchtum

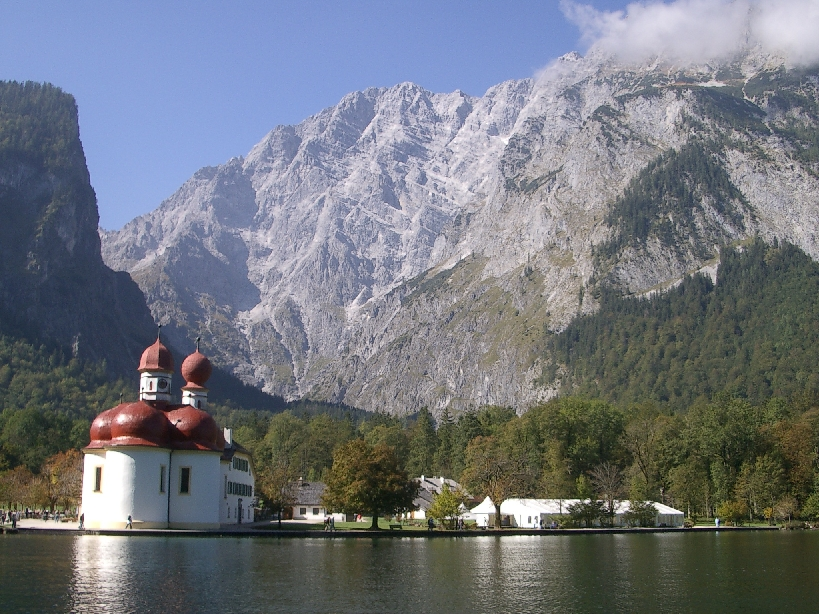
St. Bartholomä (Königssee)

Noch heute wird der Bartholomäustag mit zahlreichen Jahrmärkten, Volksfesten, Kirchweihen, Festumzügen und Wallfahrten begangen, wie zum Beispiel:
- Deutschland
  - Bartholomäusmarkt in Bad Ems
  - Bartlmädult in Landshut
  - Barthelmarkt in Oberstimm

- Deutschland / Österreich
  - Almer Wallfahrt: Tagestour von der österreichischen Gemeinde Maria Alm über das Steinerne Meer nach St. Bartholomä am Königssee im deutschen Landkreis Berchtesgadener Land

- Österreich
  - Bartlmastag mit Almeintrieb in Ritten
  - Bartholomä-Tag: Kirchweihfest in St. Bartholomä bei Graz

- Luxemburg
  - Die Schobermesse in der Stadt Luxemburg beginnt traditionell kurz vor dem Bartholomäustag.

## Bartholomäusnacht
Die Nacht vom 23. auf den 24. August 1572, die Bartholomäusnacht, ging wegen des Pogroms gegen die protestantische Minderheit der Hugenotten in Frankreich in die Geschichte ein. Die Evangelische Kirche in Deutschland erinnert mit dem Gedenktag für Gaspard II. de Coligny am 23. August im Evangelischen Namenkalender auch an die anderen Opfer der Bartholomäusnacht.